# Agramont
Agramont ou Agaramonte en basque, est un pays historique de la province basque de Basse-Navarre, dans le département des Pyrénées-Atlantiques.

Blason de la Navarre

## Régions limitrophes
- au nord les Landes
- à l'ouest le Labourd
- à l'est le Béarn
- au sud le pays de Mixe

## Communes
- Came
- Bidache (ville principale)
- Bergouey-Viellenave
- Arancou
- Sames[1]

Au Moyen Âge, Escos était inclus dans ce pays.

## Pays historiques de Basse-Navarre
- Agramont (Agaramonte)
- Pays de Mixe (Amikuze)
- Arberoue (Arberoa)
- Baïgorry-Ossès (Baigorri-Ortzaize)
- Pays de Cize (Garazi)
- Ostabarret (Oztibarre)[2]